# Одринка (Брестская область)
Одри́нка (бел. Адрынка, полес. Одрынка) — деревня в Кобринском районе Брестской области Белоруссии. Входит в состав Городецкого сельсовета.
По данным на 1 января 2016 года население в деревне отсутствует.

## География
Деревня расположена в 35 км к северо-востоку от города Кобрин, 16 км от станции Городец и в 79 км к востоку от Бреста.
На 2012 год площадь населённого пункта составила 0,06 км² (6 га).

## История
Населённый пункт известен с 1897 года как лесная охрана. В разное время население составляло:
- 1897 год: 13 человек;
- 1905 год: 5 человек;
- 1921 год:11 дворов, 59 человек;
- 1940 год: 62 человека;
- 1970 год: 84 человек;
- 1999 год: 1 хозяйство, 1 человек;
- 2005 год: 0 хозяйств, 0 человек;
- 2016 год[2]: 0 хозяйств, 0 человек;
- 2019 год[1]: 0 человек.